# شارل أزنافور
شارل أزنافور (بالفرنسية: Charles Aznavour)‏ (بالأرمينية: Շառլ Ազնաւուր; Shahnour Varenagh Aznavourian (Շահնուր Վաղինակ Ազնաւուրեան). ‏(22 مايو 1924 - 1 أكتوبر 2018). هو مغني، كاتب أغاني وممثل فرنسي - أرميني. كان يقطن بمدينة جنيف. تزوج ثلاث مرات، وأنجب ستة أطفال.
أزنافور ولد باسم Shahnour Varenagh Aznavourian في باريس، وهو ابن لوالدين من مهاجرين أرمنيين، هو واحد من المطربين الأكثر شعبية في فرنسا، بدأ في الغناء وهو في التاسعة من العمر. وجاءت فرصته عند المغنية إديث بياف التي سمعته يغني ورتبت لتأخذه معها في جولاتها الغنائية في فرنسا والولايات المتحدة، وفي منتصف القرن العشرين حين حقّقت أغنية «سور ما في» 1954 نجاحًا كبيرًا، واعتلى من بعدها مسرح الأولمبيا. وكل أغاني أزنافور عن الحب تقريبا. وقد كتب أكثر من ألف أغنية وكذلك ألف مسرحية موسيقية، قدّم أكثر من مائة ألبوم، ومثل في أفلام الستينات. أزنافور يغني أكثر من خمس لغات عالمية وهي الفرنسية والروسية والأنجليزية والأرمنية والإيطالية والأسبانية، ولذلك يعتبر أزنافور المغني الفرنسي الأكثر شهرة في خارج بلده، وغالبا ما يوصف بأنه «فرانك سيناترا الفرنسي»، حصلت أغنيته «هي» She على المرتبة الأولى لأعلى مبيعات في المملكة المتحدة في السبعينات، منحه الرئيس الأرمني سيرج سركسيان المواطنة الفخرية لأزنافور وهو واحد من أشهر أعضاء المجتمع الأرمني في فرنسا من ذوي النفوذ. وكان في طليعة الجهود التي يبذلها المجتمع لمساعدة ضحايا كارثة زلزال عام 1988 الذي دمّر جزءا كبيرا من شمال أرمينيا.

## أعماله
استمرت مسيرته الفنية خمسة وثمانين عامًا، كتب خلالها تشارلز أزنافور وشارك في كتابة أكثر من 1000 أغنية، وسجّل أكثر من 1200 أغنية، غناها بثماني لغات مختلفة، وأصدر 91 ألبومًا، منها 51 باللغة الفرنسية، وباع أكثر من 180 مليون إسطوانة، وكان شارلز أزنافور ممثلًا، حيث ظهر في أكثر من 80 فيلمًا سينمائيًا وتلفزيونيًا.

## وصلات خارجية
- شارل أزنافور على موقع IMDb (الإنجليزية)
- شارل أزنافور على موقع مونزينجر (الألمانية)
- شارل أزنافور على موقع ألو سيني (الفرنسية)
- شارل أزنافور على موقع ميوزك برينز (الإنجليزية)
- شارل أزنافور على موقع أول موفي (الإنجليزية)
- شارل أزنافور على موقع قاعدة بيانات برودواي على الإنترنت (الإنجليزية)
- شارل أزنافور على موقع قاعدة بيانات الأفلام السويدية (السويدية)
- شارل أزنافور على موقع إن إن دي بي (الإنجليزية)
- شارل أزنافور على موقع أول ميوزيك (الإنجليزية)
- شارل أزنافور على موقع ديسكوغز (الإنجليزية)
- شارل أزنافور على موقع ديسكوغز (الإنجليزية)